# 東ローマ帝国の養蚕伝来
東ローマ帝国の養蚕伝来では、6世紀中盤、ユスティニアヌス1世の命で中央アジアから蚕が密輸入され、東ローマ帝国における養蚕とビザンチン絹の生産が始まった過程について述べる。中国から蚕を手に入れたことで、東ローマ帝国はヨーロッパの絹織物市場を独占することになった。

## 背景

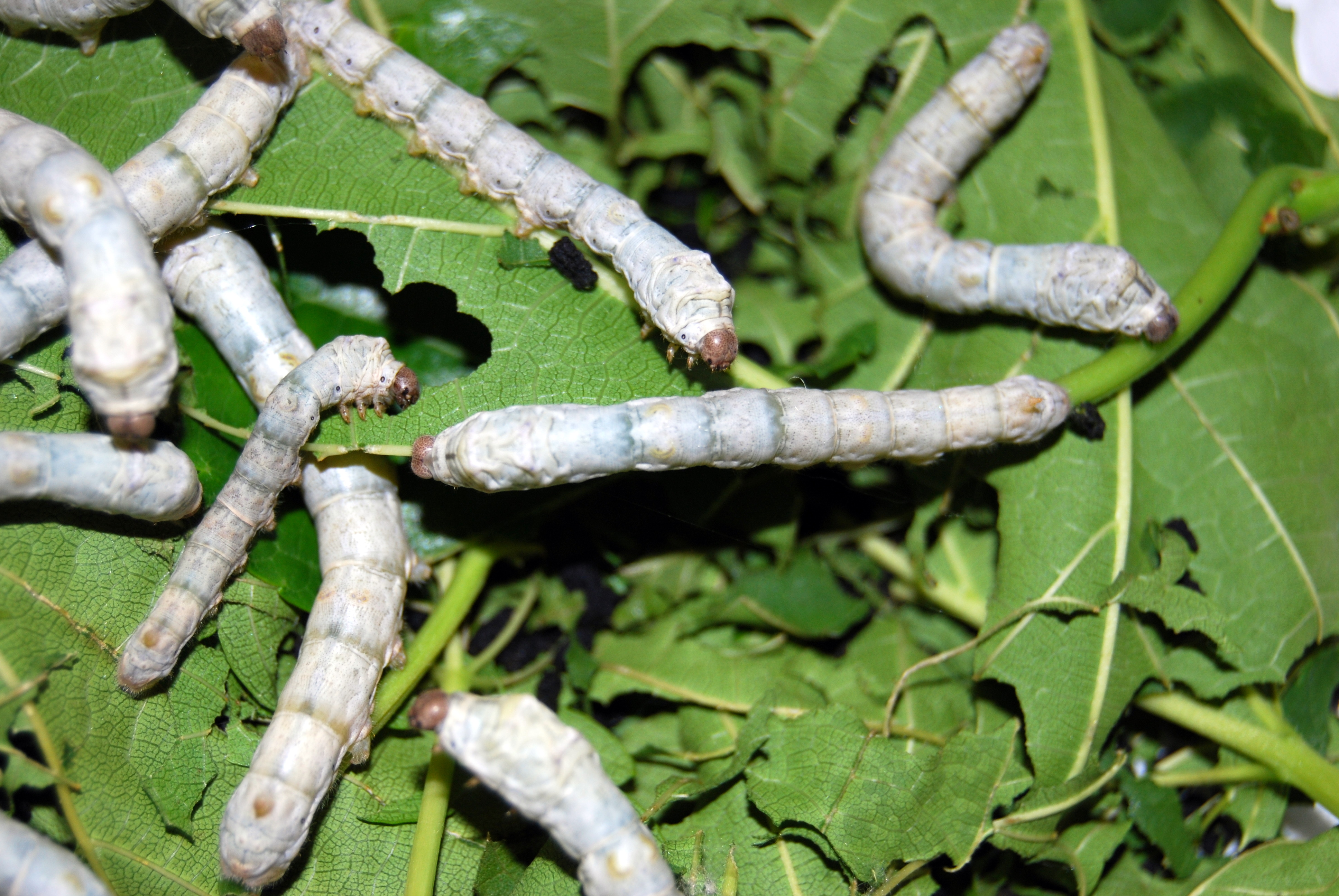
カイコ

紀元前4千年紀に中国で生産が始まったとされる絹は、いわゆるシルクロードを通じてユーラシアの東西に高値で取引される貴重品であった。紀元1世紀までに、西洋のローマ帝国に安定して絹織物が輸入されるようになった。しかしその東方にサーサーン朝が勃興し、ローマ・ペルシア戦争が長引くにつれ、ローマ世界は絹織物の輸入が極めて困難になり、値が跳ね上がった。サーサーン朝は領内の貿易を厳しく管理し、戦時にはローマとの交易を遮断したからである。そこで東ローマ帝国のユスティニアヌス1世は、当時有力な絹織物生産地であったソグディアナに至る他の交易路を構築しようとした。一つはクリミアへ北上して草原の道を行くルート、もう一つはエチオピアを通ってインド洋を渡るルートである。しかしこれらも思うような成果を上げられず、ユスティニアヌス1世は別の解決策を模索した。

## 蚕の密輸

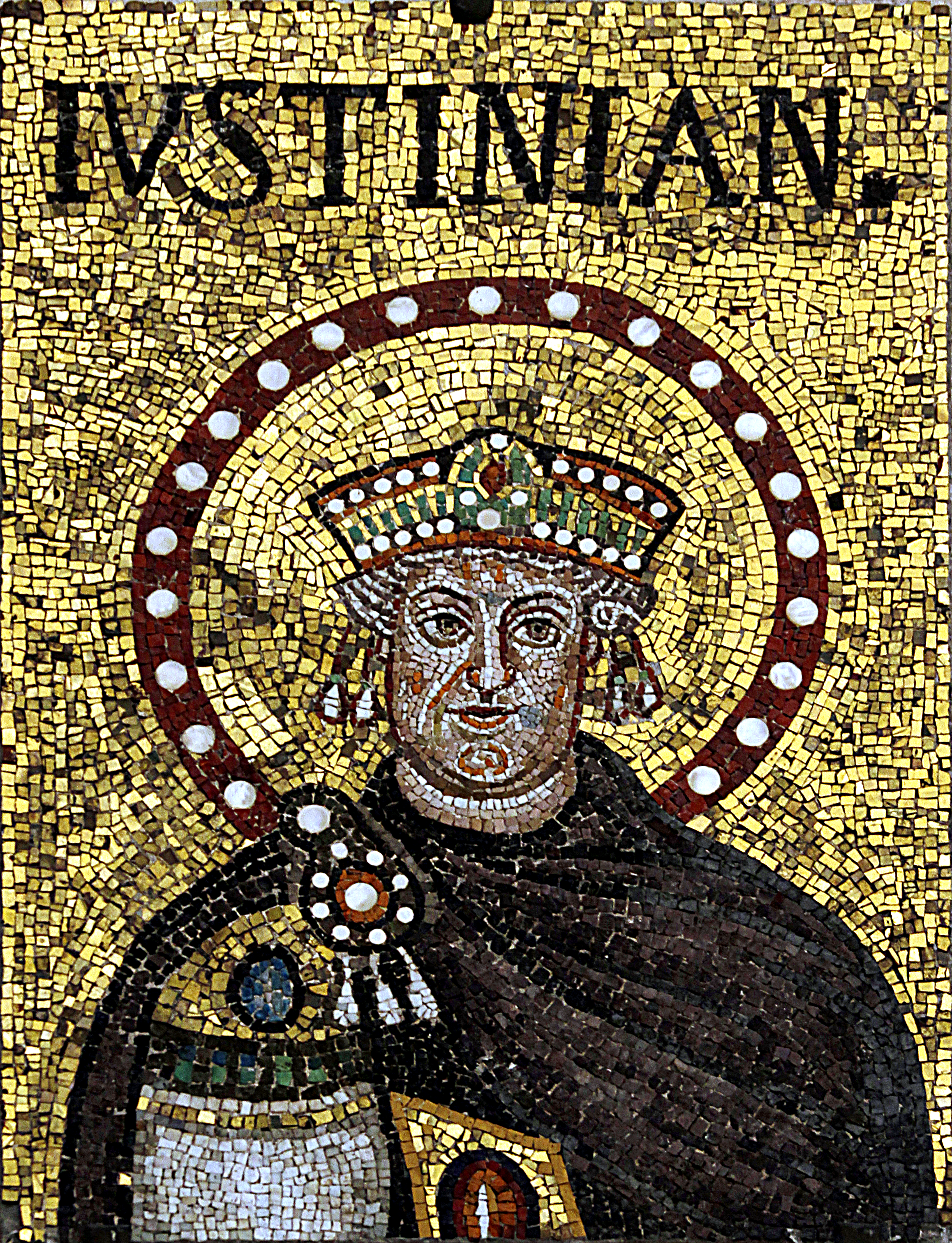
ユスティニアヌス1世のモザイク画

インドでキリスト教を布教したのち、551年までに中国にも伝道した2人の僧（おそらくネストリウス派）がいた。彼らは中国滞在中に、カイコガを育てて絹を生産する複雑な工程を目にしていた。これは東ローマ帝国にとって非常に貴重な情報だった。それまでは、絹はインドで生産されているものと考えられていたからである。552年、2人はユスティニアヌス1世に謁見した。彼らは皇帝から何かしらの寛容な約束を取り付けるのと引き換えに、中国から蚕を持ち帰る任務を請け負った。
成虫のカイコは体が脆く、適切な温度も守らないと死んでしまうため、2人はソグディアナでの人脈を駆使して蚕卵もしくは小さな幼虫を盗み出し、竹の容器に隠し持った。幼虫の育成に必要なクワは、この時2人が同時に持ち帰ったか、それ以前にすでに東ローマに輸入されていた。
2人はおそらく黒海を渡る北方ルートをとり、トランスコーカサスからカスピ海へ抜けた。最終的に、2人の旅は2年の時を要した。

## 影響

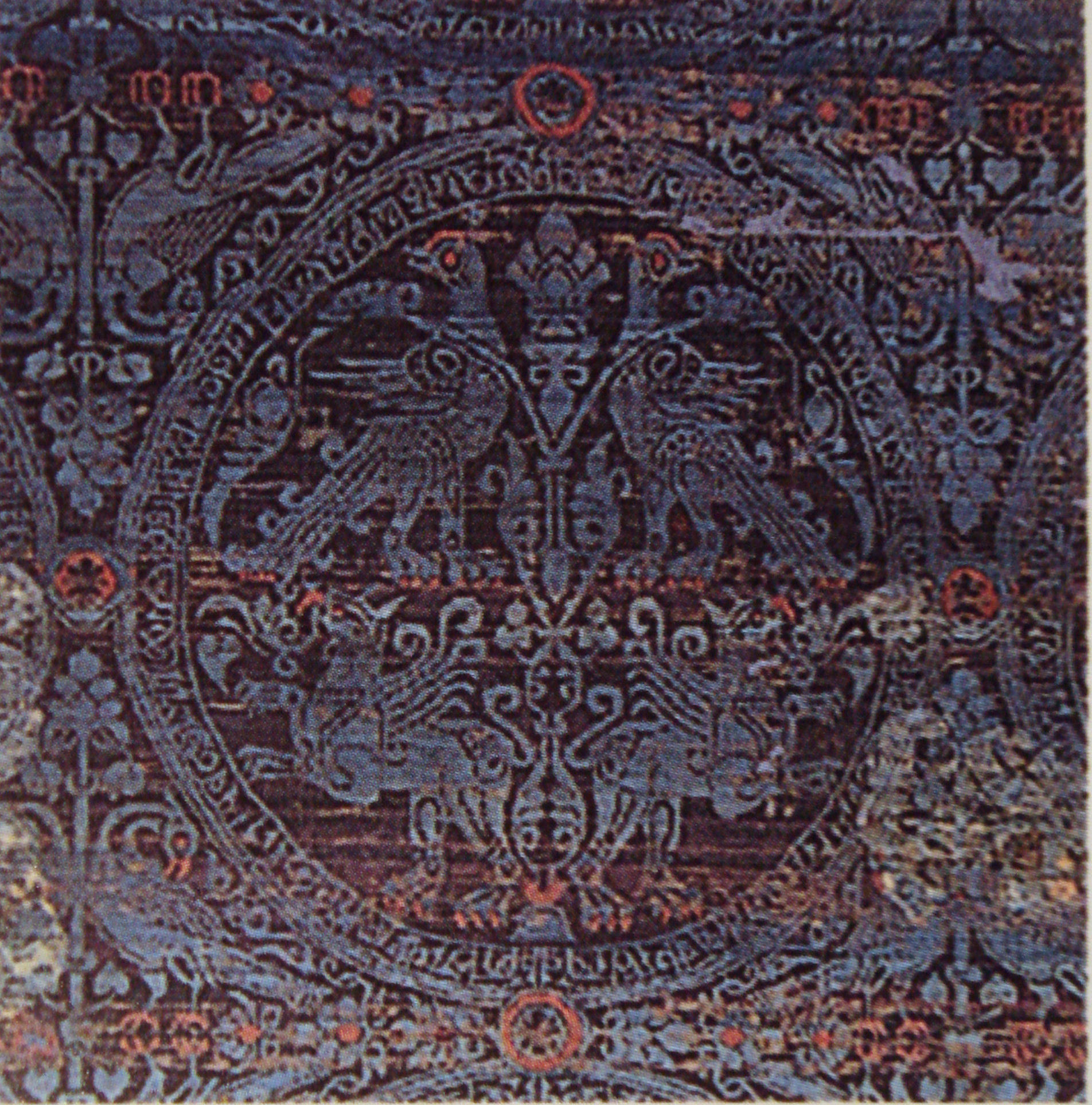
ビザンチンの絹

2人の僧が持ち帰った蚕を利用して、すぐさまコンスタンティノープル、ベイルート、アンティオキア、ティルス、ティーヴァに絹織物工場ができた。絹の生産に成功したことで、東ローマ帝国はヨーロッパの絹織物市場を独占した。これは同時に、中国やペルシアによる絹の独占体制が崩れたことも意味した。以降絹織物産業は、1204年に帝国が滅亡するまでの650年間、東ローマ帝国の経済を支え続けた。貝紫色に染められた絹は帝国のエリートの服に用いられ、そうした衣服は奢侈禁止令の中でも規定された。コンスタンティノープル周辺、特にギリシャ北部のトラキア地方では、現在でも絹織物の生産が続いている。

## 参考資料
- Clare, Israel (1906). Library of Universal History: Mediaeval History
- Norwich, John (1988). Byzantium: The Early Centuries

- Muthesius, Anna (2003). Silk in the Medieval World
- The Smithsonian on Silk Production.  オリジナルの2009年9月27日時点におけるアーカイブ。 2013年4月20日閲覧。
- Hunt, Patrick. “Late Roman Silk: Smuggling and Espionage in the 6th Century CE”.  スタンフォード大学. 2013年6月26日時点のオリジナルよりアーカイブ。2013年4月20日閲覧。
- “Silk”.  ワシントン大学. 2013年4月20日閲覧。
- Silk Museum of Lebanon 2013年4月20日閲覧。

## 関連文献
- 『写真集コプト・ササン・ビザンチンの絹織』日本繊維意匠センター、1986年。 NCID BN13497687。